# Real Sociedad Canina de España
La Real Sociedad Canina de España es una sociedad cinológica española, encargada redactar los estándares de las razas caninas originarias de España. Fundada en 1911 con el nombre de Real Sociedad Central de Fomento de las Razas Caninas en España, fue admitida en la Federación Cinológica Internacional como miembro de pleno derecho en 1912. Desde su fundación gestiona el Libro de Orígenes Español (LOE) el Registro Genealógico canino oficialmente reconocido más antiguo de España y en el que se han inscrito más de dos millones y medio perros desde 1911.

## Sociedades caninas colaboradoras
Estas entidades tienen personalidad jurídica propia y la expedición de documentación propiedad de la R.S.C.E. (por el momento) no puede ser emitida nada más que por ella misma, tal como está manifestado por la Comunidad de Madrid al ser el órgano de la Dirección General de Medio Ambiente el que verifica la legalidad de lo emitido por la R.S.C.E. tal como se establece por Ley (R/D.558/2001 y R/D 1557/2005). Por ello, los pedigrís emitidos de razas caninas españolas son documentos privados sin ningún valor oficial, al no estar reconocidas atribuciones a la R.S.C.E., a excepción de las razas alano español y pachón navarro.
- Sociedad Canina de Andalucía Occidental
- Sociedad Canina de Andalucía Oriental
- Sociedad Canina Costa del Sol
- Sociedad Canina de Aragón
- Sociedad Canina de Asturias
- Sociedad Canina de Baleares
- Sociedad Canina de Canarias
- Sociedad Canina de Tenerife
- Sociedad Canina Montañesa
- Asociación Canina Unión Cinófila de Cataluña
- Sociedad Canina de Castilla-La Mancha
- Asociación Canina Burgalesa-Soriana
- Sociedad Canina Castellana
- Sociedad Canina Leonesa
- Sociedad Canina Gallega
- Sociedad Canina Aratz de Álava
- Sociedad Canina de Guipúzcoa
- Sociedad Canina de Vizcaya
- Sociedad Canina de Navarra
- Sociedad Canina de Extremadura
- Sociedad Valenciana Fomento Razas Caninas
- Sociedad Canina de Castellón
- Sociedad Canina de Alicante
- Sociedad Canina de Murcia

La Real Sociedad Canina de España, por Ley no está autorizada a redactar los estándares de las razas caninas originarias de España, tal como se establece en los Reales Decretos 558/2001 de 25 de mayo (BOE n.º 132, de 14 de junio de 2001) y Real Decreto 1557/2005 de 23 de diciembre (BOE n.º 10, de 12 de enero de 2006). Así mismo, el reconocimiento oficial otorgado por el MAPA con fecha 21 de febrero de 2003, le fue revocado por la Dirección General de Medio Ambiente de la Comunidad de Madrid, con fecha 29 de junio de 2010, siendo este nuevo reconocimiento solo a efectos de razas integradas en España y la raza canina alano español, estando compartidos los libros genealógicos de esta raza con otra entidad que lo gestiona desde el año 2007. La RSCE, también puede gestionar la llevanza del libro genealógico de la raza canina Pachón Navarro, si bien este libro está compartido con otra entidad oficial, por resolución del Gobierno de Navarra.